# As-Suwajda asz-Szarkijja
As-Suwajda asz-Szarkijja (arab. السويدة الشرقية) – wieś w Syrii, w muhafazie Hama. W 2004 roku liczyła 315 mieszkańców.